# Свірсько-Петрозаводська операція

План Свірсько-Петрозаводської операції

Свірсько-Петрозаводська операція (21 червня — 9 серпня 1944 р.) — наступальна операція військ лівого крила Карельського фронту в Південній Карелії під час третьої радянсько-фінської війни (1941—1944).

## Передумови
У висліді операції радянські війська — ліве крило Карельського фронту, Ладозька та Онезька військові флотилії змогли просунутися у західному та південно-західному напрямі на 110—250 кілометрів та вийти до довоєнного фінсько-радянського кордону, чим зумовили передумови для виходу Фінляндії з війни.
Після поразки німецьких військ під Ленінградом на початку 1944 року становище Фінляндії вельми ускладнилося, що примусило фінське керівництво у кінці лютого приступити до перемовин з керівництвом СРСР про перемир'я. Попередніми умовами з радянської сторони були вимоги: розірвати відносини з Третім Рейхом, вигнати військові сили вермахту з фінської території та відновлення радянсько-фінського кордону згідно договору 1940 року. Фінське керівництво порахувало вимоги за надто жорсткі, але висловило бажання перемовини продовжити.
У цьому часі Ставка Верховного Головнокомандування дає наказ новому командуючому Карельським фронтом К. Мерецкову почати підготовку операції на північному відтинку фронту проти нацистських військ у Лапландії. За планом Мерецкова, представленого у кінці лютого, основний удар мав провадитися на Кандалакшу. Подальшим планом передбачалося пройти фінською територією до Ботнічної затоки, відтинаючи основні фінські сили від німецького угрупування в Лапландії. У подальшому планувалося в разі потреби продовжити наступ на південь та до центральної Фінляндії; разом з тим планувався допоміжний удар у бік Мурманська.
19 квітня фінське керівництво вирішило відмовитися від радянських вимог, про що й було поінформовано СРСР. Після цього радянська військова Ставка переглядає раніше затверджений план наступу проти Фінляндії. Олексій Антонов, перший заступник керівника Генштабу, пропонує спочатку провести наступальну операцію з метою виведення Фінляндії із війни, лише потім почати наступ на німецьку лапландську групу. По затвердженні цього плану Йосип Сталін наказав продовжувати створювати видимість підготовки наступу на Петсамо та Кандалакшу.

## Плани наступу
30 травня Мерецков викликаний до Ставки ВГК де йому доведено до відома нове завдання — розбити фінські сили в Південній Карелії, при цьому датою початку наступу було визначено 25 червня. Оскільки в такі надзвичайно стислі терміни було необхідно підготувати новий план операції та провести ґрунтовне перегрупування сил з кандалакшського та мурманського напрямів на петрозаводський, Мерецков відстоює думку щодо проведення наступу по первісному плану, але його аргументація була відкинута. Сталін наказує завдати головного удару з району біля Лодєйного Поля, мотивуючи це думкою, що при виході радянських військ до станції Лоймола Фінляндія вийде із війни.
Відповідно до складеного плану в наступі мали брати участь 7-ма (генерал О. Крутіков) та 32-га армії. На 7-му армію передбачалося покласти основну роль у наступі, її сили мали форсувати річку Свір та розвинути наступ між Онезьким та Ладозьким озерами в напрямі радянсько-фінського кордону. 32-га армія (генерал Пилип Гореленко) мала наступати північніше Онезького озера, маючи за мету розбити фінську групу біля Медвеж'єгорська та вийти до державного кордону побіля Куолісми. Разом з тим частина 7-ї армії у взаємодії з 32-ю армією та Онезькою флотилією завдати допоміжного удару й заволодіти Петрозаводськом для відновлення контролю над Кіровською залізницею. 14-та, 19-та та 26-та армії Карельського фронту мали перебувати в резерві на випадок перекидання нацистських військ з Лапландії в Південну Карелію та у цьому разі почати наступ від Кандалакші та Кестеньги.

## Сили СРСР перед операцією
До середини червня 1944 року 7-ма армія зосереджувалася поміж Ладозьким та Онезьким озерами по березі річки Свір та навколо фінського плацдарму на південному березі річки. Перед початком наступу армія була посилена за рахунок фронтових резервів та резервів ставки ВГК; під Лодєйним полем зосереджувався 4-й стрілецький корпус (генерал Петро Гнедін), у складі корпусу були 114-та та 272-га стрілецькі дивізії, і 37-й гвардійський стрілецький корпус (генерал Павло Миронов) — 98-ма, 99-та й 100-та гвардійські стрілецькі дивізії. На схід займав позиції 99-й стрілецький корпус (генерал Семен Микульський) — 18-та, 65-та та 310-та дивізії; біля Вознесенья в Ленінградській області тримала позиції 368-ма стрілецька дивізія.
До другого ешелону входили 94-й стрілецький корпус — 135-та стрілецька дивізія, 221-ша стрілецька дивізія та 327-ма стрілецькі дивізії; 127-й легкий гірськострілецький корпус (генерал Зіновій Алєксєєв) — 30-та, 32-га та 33-тя лижні бригади, також 69-та морська стрілецька бригада, 150-й та 162-й укріпрайони. Додатково було приділено для безпосередньої підтримки піхоти при форсуванні Свірі 92-й окремий полк плавучих танків — мав у складі 40 танків Т-37А, також 275-й окремий моторизований батальйон особливого призначення та 284-й окремий моторизований батальйон особливого призначення — загалом 200 амфібій Ford GPA.
У складі 7-ї армії також були танкові бригади — 7-ма гвардійська важка танкова бригада — загалом 65 танків Т-34 та «Валентайн» й шість самохідно-артилерійських полків, що загалом нараховували по 63 одиниці ІСУ-152 та СУ-76, 7-ма гвардійська артилерійська дивізія і також значна кількість окремих артилерійських, інженерно-саперних й мінометних частин.
Наступати північніше Онезького озера мали 176-та, 289-та та 313-та стрілецькі дивізії 32-ї армії.
4-му корпусу придано 89-й окремий танковий полк — 35 танків Т-34 (діяв в боях біля Піткяранти, не зміг прорвати фінську оборону на Тулемайокі).
З травня 1944 року тримала оборону між селами Ругозеро і Реболи 27-ма стрілецька дивізія. Для посилення наступальної складової планованої операції на цій ділянці було додатково виділено 90-й окремий танковий полк — Т-26, Т-28, Т-38, Т-40, Т-60 — загальним числом 30 одиниць; і ще ряд частин.
Ладозька військова флотилія (контр-адмірала В. Черокова) мала вогнем корабельної артилерії сприяти 7-й армії при форсуванні Свірі, надалі підтримувати частини, що наступатимуть уздовж узбережжя.
Також за допомогою флотилії в міжріччі Відліци і Тулокси висадити десант — 3-тя морська бригада та 70-та морська стрілецька бригада — із складу 4-го стрілецького корпусу — з метою перетнути важливі у стратегічному значенні залізницю та автомобільну дороги.
Онезькій військовій флотилії (каперанг Неон Антонов) було наказано активно сприяти наступу в напрямі Петрозаводська. У її складі після зимівлі в Череповці нараховувалося 44 бойові кораблі, з них 14 сторожових кораблів та тральників, 12 мінних катерів (Торпедні катери типу «Г-5», 9 бронекатерів, 4 канонерські кораблі, 2 сторожовики, 2 плавбатареї, великий мисливець «Марсовий», катамарани, плаваючі майстерні, водолазний бот. 31-й батальйон морської піхоти нараховував понад 1000 чоловік. На початку травня флотилія після лодоходу рушає на Витегру по Маріїнській системі, в ході перебазування 8 травня фіни здійснили авіанальоти, проте радянськими льотчиками на «Аерокобрах» було збито 3 їх літаки і пересування продовжилося. Флотилія знаходилася у підпорядкуванні командуючого 368-ю стрілецькою армією полковника Василя Сопенка.
Станом на початок операції в 7-й повітряній армії (генерал авіації І. Соколов) — забезпечувала авіаційну складову Карельського фронту — нараховувалося 875 літаків, серед них Ла-5. Для посилення наступу 7-ї та 32-ї армій приділяється ще понад 580 літаків. Окрім того, для посилення повітряного захисту при форсуванні Свірі приділяється частина 13-ї повітряної армії Ленінградського фронту(дії авіації мав координувати маршал О. Новіков).
Загальна кількість радянських військ, виділених директивами для наступу, нараховувала 184 000 чоловік (в інших даних наводиться число 202300), близько 4000 гармат та мінометів, 223 танки та САУ.

## Чисельність фінських сил
Починаючи осінню 1941 року фінські військові почали на територіях, окупованих в Карелії, створювати глибоко ешелоновану систему оборонних укріплень. Перший рубіж оборони між Ладозьким та Онезьким озерами проходив по березі річки Свір та навколо плацдарму на її південному березі від Ошти до Свірстрою. Посилена оборонна лінія була наладована по лінії Лодєйне Поле — Олонець — Піткяранта, тут було збудовано три оборонні смуги, з яких найпотужнішою рахувалася від Мегрозера до Обжі. Глибинні оборонні спорудження знаходилися побіля річок Відліца і Тулемайокі, а також по рубежу Піткяранта — Лоймола.
На лінії фронту по Свірі тримали оборону фінські війська групи «Олонець» (генерал Пааво Талвела) — 5-й та 6-й армійські корпуси.
Плацдарм на південному березі Свірі утримували 7-ма й 11-та піхотні дивізії, від Подпорож'я до Ладозького озера — 5-та і 8-ма піхотні дивізії та 15-та бригада.
Окрім того в складі оперативної групи перебували 20-та піхотна бригада, що знаходилася в резерві, Ладозька бригада берегової охорони та певні окремі підрозділи.
На перешийку між Онезьким озером та Сегозером фіни спорудили дві лінії оборони та ряд проміжних оборонних у глибині. Перша лінія оборони проходила по лінії Повенець — Біломорсько-Балтійський канал — Хижозеро — Масельська — Велика Губа. Другий оборонний рубіж проходив тут по лінії Піндуші — Медвеж'єгорськ — Чебіно — Кумса. На цьому відтинку тримала оборону фінська «Масельська» група військ (2-й корпус генерала Ейнара Мякінена) — 1-ша, 6-та та 21-ша піхотні бригади, також три окремих піхотних батальйони і Онезька бригада берегової оборони. На Свірській ділянці оборона армійської групи «Олонець» нараховувала 7450 дерев'яно-земляних дзотів, понад 1100 залізобетонних дотів, у тому числі й триповерхові форти з гарматами та гавбицями, 1090 бронековпаків.
Згідно радянських даних, 7-й армії протистояло 76 000 фінських солдатів та офіцерів, 32-й армії — 54 000. На цьому відтинку фінські вояки мали таке озброєння — близько 1000 гармат та мінометів та приблизно 30 танків і бронеавтомобілів.
З повітря фінські та німецькі війська у Карелії та Заполяр'ї прикривало близько 200 літаків із складу 5-го флоту люфтваффе. Приблизно половина з них базувалися на карельських напрямах. Серед фінських літаків — Брюстер, Кертіс, Брістоль Бленхнейм, Моран-Солньє.

## Перед початком операції
9 — 10 червня переходять в наступ сили Ленінградського фронту (Виборзька операція). При розгортанні наступу радянським військам вдалося досягти значних успіхів, тому фінські війська спішно перекидаються на Карельский перешийок майже усіх фронтових резервів, у тому числі і з території Фінляндії. З огляду на загрозливу ситуацію Маннергейм розмірковував над можливістю повністю відмовитися від оборони в Карелії — задля вивільнення сил, необхідних в обороні Карельського перешийку.
12 червня передові частини фінської передислоковуються на Карельський перешийок, потім 17-та піхотна дивізія та 20-та піхотна бригада, згодом — 6-та та 11-та дивізії, переїздить і штаб 5-го армійського корпусу. Після цього та, врахувавши дані розвідки про можливий наступ радянських військ в Карелії, Маннергейм віддає наказ приховано відвести війська на ділянці Онезьке озеро — Свірстрой за річку Свір, а частини, що тримали фронт біля Медвеж'єгорська — на другу оборонну лінію.
В ніч на 18 червня фіни евакуюють війська з плацдармів — від Ошти до Подпорожья, та під селом Горка біля Лодєйного Поля.
Протягом 18 — 20 червня радянська авіація бомбардує та руйнує греблі Нижньосвірської ГЕС — задля зменшення рівня води у Свірі та унеможливлення затоплення місцевості противником в нижній течії річки.
Радянська Ставка ВГК отримує розвіддані про фінські перегрупування та приймає рішення про перенесення початку наступу на 4 доби раніше — тобто 21 червня, що призвело до ґрунтовного доопрацювання планів форсування Свірі та прискорення зосередження з метою переходу в наступ.
20 червня радянська розвідка виявила відступ фінських військ як з плацдарму на південному березі Свірі та в полосі майбутнього наступу 32-ї армії, командування фронтом віддає наказ про терміновий початок переслідування. До кінця дня частини 7-ї армії виходять до південного берега Свірі, з'єднання 313-ї дивізії вночі на 21 червня форсують Біломорсько-Балтійський канал та рухаються в напрямі Медвеж'єгорська.

## Форсування Свірі
Зранку радянська реактивна артилерія проводить артилерійську підготовку, потім масованого удару завдають сили авіації 7-ї та 13-ї повітряних армій. Через півгодини почалася основна артилерійська підготовка, котра продовжувалася 3,5 години. Близько 11-ї години проведено відволікаючу переправу: приблизно 20 добровольців пересували численні плоти та човни з муляжами солдатів, під зустрічним вогнем подолали водний рубіж та зав'язали бій на протилежному березі. Цей маневр дозволив виявити неушкоджені фінські вогневі точки, після цього радянська авіація провела наліт, також артилерія провела придушення виявлених вогневих точок.
В часі по полудню у напрямі Лодєйного Поля радянські війська — частини 98-ї, 99-ї, 114-ї та 272-ї стрілецьких дивізії за підтримки 92-го полку плаваючих танків та 275-го батальйону амфібій форсували річку Свір й боєм утворили плацдарм на північному березі. Сапери відразу взялися за наведення поромних переправ та мостів; через годину вже діяло 11, а до вечора — 20 поромних переправ та 2 мости.
Наслідком першого дня наступу в цьому напрямку став прорив оборони ударним угрупуванням 7-ї армії головної смуги фінських сил на ділянці завширшки 12 кілометрів та вглиб до 6 км. Фінські частини полишають рубіж по Свірі, 5-та, 8-ма піхотні дивізії та 15-та піхотна бригада відходять на другу лінію оборони — рубіж Мегрега — Самбатукса та Сармяги — Обжа, 7-ма дивізія — на Петрозаводськ. Відступ прикривали чисельні ар'єргардні загони, що підривали мости, влаштовували завали, мінували шляхи, це суттєво сповільнювало радянський наступ.
22 червня в боях радянські сили змогли просунутися вглиб ще на 10-12 кілометрів. Між Онезьким та Ладозьким озерами в бою радянські сили зайняли райцентр Подпорож'є та розширювали плацдарм під Лодєйним Полем, зайнявши Свірську Слободу. В цих боях було вбито до 450 фінських вояків, затоплено 15 кулеметів, 7 гармат та 2 військові склади.
Було зламано фінський опір між Онезьким і Ладозьким озерами та провадиться наступ по південному березі річки Свір, зайнято районний центр Ленінградської області Вознесеньє — 368-ма стрілецька дивізія, 99-й стрілецький корпус — під Подпорож'єм. В ході боїв зайнято населені пункти Гоморовичі, Пертозеро, Свірстрой, Шеменичі, ліквідувавши фінський плацдарм на південному березі річки Свір.
23 червня радянські війська форсували річку Свір під Подпорожьєм та зайняли декілька населених пунктів, зокрема Кукеряги, участь у цьому взяло 17 катерів Онезької флотилії. У бою за залізничну станцію під Подпорожьєм було вбито 240 фінських вояків, захоплено 19 кулеметів, 5 гармат, військовий склад.
Північніше Лодейного Поля зайнято в ході наступу понад 20 населених пунктів, з них — Гумбаріци, Ковкениці, Кондуші, Утозеро. Декілька населених пунктів було зайнято у боях на Карельському перешийку, в ході боїв знешкоджено 18 броньованих гнізд, 6 дзотів, 3 гармати, військовий склад, вбито близько 200 фінських вояків.
При відступі фіни організували усілякі перепони по лінії Вознесеньє — Рибрека — Шелтозеро.
Незадоволена швидкістю просування Ставка ВГК наказує силами 7-ї армії у високій швидкості розвивати наступ по узбережжю Ладозького озера та ніяк не пізніше 23-24 червня зайняти Олонець, в приблизному часі 2-4 липня наказувалося зайняти Піткяранту. Згідно цього ж наказу праве крило 7-ї армії мало якомога швидше оволодіти Петрозаводськом; 32-га армія мала зламати фінський опір на річці Остер та не пізніше 23 червня зайняти Медвеж'єгорськ, звідти основними силами наступати на Сувілахті (Суоярві), допоміжними — на Петрозаводськ та Кондопогу. При цьому радянське керівництво порахувало що наявних сил у Карельського фронту більш чим достатньо, та виводить в резерв 94-й стрілецький корпус.
24 червня продовжується наступ північніше і південніше Лодейного Поля, подолано Свір на всій протяжності від Онезького до Ладозького озера. Загалом за 3 дні наступу фінську оборону було прорвано вглиб на 20-30 км. Того дня радянськими силами відбито Свірську електростанцію.

## Наступ 7-ї армії. 23-30 червня (Тулоксинська десантна операція)
22 червня радянські війська продовжують наступ північніше Онезького озера та відтіснили фінські війська за Остерозеро й річку Кумса і зайняли Ванзозеро, Лумбушозеро, Малигу.
23 червня у наступі головного удару дивізії 4-го та 37-го корпусів виходять до другої лінії фінської оборони по лінії Сумбатукса — Мегреги — Сармяги — Обжа; у цьому часі фронтове керівництво вирішує почати висадку десанту в міжріччі Тулокси та Відліци. Згідно плану десант мав вдарити з тилу, основні сили — з фронту, таким чином розбити фінські сили на другій лінії оборони.
Частини 99-го корпусу, діючи на правому фланзі ударного угрупування, переправившись через Свір біля Подпорож'я, організованого опору не зустріли та просувалися маршем лісовою дорогою до Коткозера та шосе Петрозаводськ — Олонець, обходячи зі сходу фінські сили.
Вранці кораблі Ладозької флотилії за підтримки корабельної артилерії та авіації висаджують десант — 70-ту бригаду морської піхоти — за підтримки з повітря 280 літаків. Захопивши досить відносний плацдарм, десантники перетнули залізничну та шосейну дороги Олонець — Піткяранта; фінське командування в район прориву кидає частини 15-ї бригади та окремий єгерський батальйон, проте радянські сили відбили ці атаки.
24 червня на зайнятий плацдарм додатково перекидається 3-тя бригада морської піхоти; у сукупності радянське угрупування створило можливість оточення 5-ї та 8-ї піхотних дивізій; вночі фінські сили починають відхід за річку Відліцу. Того дня серед інших населених пунктів зайнято Мегрозеро та Пічна Сельга.
25 червня продовжується наступ між Онезьким і Ладозьким озерами, радянські сили зайняли Обжу, Самбатуксу (в цьому бою втрачено 10 танків Т-34, село в 200 будинків майже цілком вигоріло), Сармяги, Річкову Сельгу, Ташкеніци (всі у Олонецькому районі).
Олонець радянські війська зайняли 26 червня (37-й стрілецький корпус), також понад 40 сіл, з них — Куйтежа, Судаліца, Юксіла. Радянський 4-й стрілецький корпус за річкою Тулоксою злучився з силами 3-ї та 70-ї бригад морської піхоти.
Протягом 28-29 червня сили 37-го корпусу долали потужні лінії оборони фінської 8-ї піхотної дивізії та вийшли до околиць Торосозера.
30 червня радянські частини досягли річки Відліца від Івасельги до Великих Гір. В тому ж часі підрозділи 99-го корпусу вели бої біля Ведлозера.
Фінські підрозділи зазнали значних втрат та змушено відступають другорядними і лісовими дорогами. Разом з тим вони змогли уникнути розгрому, організовано пройшов за річку Відліцу, де на західному її березі було організовано лінію оборони — через річку Уксунйокі — по лінію Салпа.

## Наступ 32-ї армії протягом 20-30 червня
20 червня радянські сили провели розвідку боєм на відтинку фронту між 289-ю та 313-ю дивізіями 32-ї армії, в ході якої було підтверджено відхід фінських сил на другу лінію оборони.
В ніч з 20 на 21 червня передові частини 313-ї дивізії форсують Біломорсько-Балтійський канал та рушають в переслідуванні за фінськими частинами. Цього дня радянські війська вели наступальні бої північніше Онезького озера, їм вдалося прорвати фінську оборону північніше Медвеж'єгорська та зав'язати бої на околицях міста, зайняти Брюхово, Верхов'є, залізничну станцію Вічка, Піндуші, Повенець.
24 червня радянські війська змогли повністю зайняти Медвеж'єгорськ силами 289-ї стрілецької дивізії. До вечора того дня Медвеж'єгорський фінський укріпрайон — система ДОТів та ДЗОТів, прикрита мінними полями та дротовими загородженнями, був ліквідований.
В тому ж часі розвивався 176-ї та 289-ї стрілецьких дивізій, котрі за першу добу змогли заглибитися в фінську оборону на 12-14 кілометрів, на вечір виходять на лінію Остречьє — Чьобіно.
25 червня поблизу Онезького озера форсували річку Остер та просунулися на захід і південь від Медвеж'єгорська на 15 км, при цьому зайняли, між інших населених пунктів, Падун.
Північніше Онезького озера радянські сили продовжують наступати на захід та південь Медвеж'єгорська, просунувшись вглиб фінської оборони до 30 кілометрів, та зайнявши зокрема Карельську Масельгу, Кяппесельгу, Пергубу, Уніцу.
27 червня фінські сили вибиті з Шелтозера та ще 30 сіл, з них — Ладва, Нурмоліци, Ревсельга, Таржеполь, Улвани. В боях цього дня радянські сили убили до 900 фінських військових, захопили над 80 автівок, 60 кулеметів, 16 мінометів, 9 гармат, 14 складів військових та з продовольством; звільнено 1500 радянських громадян, яких мали вивезти на роботи до Фінляндії.
Протягом 28 червня радянські війська між Онезьким та Ладозьким озерами радянські сили просунулися вглиб ще до 5 км та зайняли ряд сіл, зокрема Відліцу, Кескозеро, Педасельгу, Сяндебу, Усть-Відліцу, Шокшу. При форсуванні річки Відліца було вбито до 300 фінських вояків, захоплено 30 кулеметів, 9 гармат, більше десятка різних складів. У бою біля села Залізні Гори повністю загинув 99-й гвардійський полк 98-ї стрілецької дивізії, втрати радянської сторони склали близько 1500 вбитими та 600 пораненими.
При подальшому наступі 29 червня біля Медвеж'єгорська зайнято села Євгора, Кімусельга, Кумса-2, Мяндусельга, Тімойла.
30 червня радянські війська продовжували наступ між озерами та зайняли близько 40 сіл, зокрема Вагвозеро, Нінісельга, Святозеро, Сорбола та силами двох дивізій вийшли в район побіля Юстозера.
Після зайняття Медвеж'єгорська радянські сили продовжують переслідування силамидвох полків 313-ї дивізії в напрямі Юстозеро — Койкари — Спаська Губа, ще один полк отримав завдання очистити від фінських сил залізницю та автомобільну дорогу між Медвеж'єгорськом та Кондопогою. Після виконання поставленого завдання полк приєднується до основних сил дивізії біля Спаської Губи. Подальшим планом наступу дивізії було заплановано лінію Хаутаваара — Антіла — Суоярві — у напрямі фінсько-радянського кордону 1940 року.

## Бої за Петрозаводськ
Після форсування Свірі радянські війська на правому фланзі не зустріли організованого спротиву та почали просування в напрямі Петрозаводська. З-під Вознесенья уздовж узбережжя Онезького озера по автомобільній дорозі рухалися основні сили 368-ї стрілецької дивізії, частини 150-го укріпрайону наступали вздовж залізниці Подпорожьє — Петрозаводськ.
26 червня три кораблі Онезької флотилії висадили десант поблизу Шелтозера в Лахтинській губі, після бою під Рибрекою, у якому загинуло 35 радянських бійців, фіни відступають на північ.
До кінця дня 26 червня з'єднання 368-ї стрілецької дивізії зайняли Ропручей, сили 150-го укріпрайону знаходилися на віддалі до 10 км на південь від станції Ладва.
Онезька військова флотилія тим часом здійснила ряд десантних операцій. Зокрема, 28 червня вранці біля Уйської губи — 20 км південніше Петрозаводська — десантовано 31-й окремий батальйон морської піхоти (780 бійців). Після цього вони займають село Деревянноє та перерізали шосе, унеможлививши шляхи відступу фінських сил, котрі відходили під ударами 368-ї стрілецької дивізії.
Радянською розвідкою було встановлено, що фінські війська не збираються утримувати Петрозаводськ та проводять заходи по мінуванню та руйнуванню міста, після цього приймається рішення про розділення сил 31-го батальйону. Частина десантників лишалася в Деревянному та блокувала шосейну дорогу, друга по дорозі вирушає на Петрозаводськ, третя частка вантажится на кораблі та рушає по озеру теж до міста.
29 червня війська Карельського фронту висаджують десант на Онезькому озері та займають Петрозаводськ і Кондопогу. Петрозаводськ буз зайнятий власне без бою, бо до того часу фінські сили вже полишили місто.
При боях за Петрозаводськ та Кондопогу фінські втрати склали 3000 вбитими, захоплено кілька десятків складів та 32 гармати, звільнено до 30 000 (так зазначається в радянських зведеннях — в інших — близько 20 000) полонених з концентраційних таборів. По тому сапери під керунком С. М. Жидкова за тиждень в Петрозаводську знешкодили близько 5 000 мін.

## Продовження наступу 7-ї армії протягом 2 липня— 9 серпня
2 липня радянські війська поновлюють наступальні дії вздовж річки Відліца та в кількаденних боях зуміли зламати фінські оборонні лінії. В перший день поновлення наступу було зайнято серед інших населених пунктів Кіндасово, Раяселькя, Соснова-Ламба, Спаська Губа. Біля Юстозера було розбито посилений батальйон фінської піхоти. 4-й стрілецький корпус проводив наступальні дії вздовж узбережжя Ладозького озера. Північно-східніше наступав 37-й стрілецький корпус, 99-й корпус — біля Ведлозера.
3 липня продовжувався наступ від Петрозаводська, зайнято до 50 населених пунктів та залізничних станцій, з них — Кеняки, Красна Річка, Куккойла, Кутижма, Падозеро, Салменіца, Семчегора, Сямозеро, Сяньга, Уссуна, Чална. В бою під Семчегорою було вбито до 400 фінських солдатів; у селі Спаськ-Наволок звільнено близько 1000 людей з концентраційного табору.
До 4 липня частини 4-го та 37-го стрілецьких корпусів з відновлення наступу просуваються вглиб фінської оборони на 30-35 кілометрів, широким фронтом вийшли до річки Тулемайокі та захопили сильноукріплений вузол оборони Салмі. Загалом зайнято близько 40 населених пунктів, з них — Ейссола, Койвусельга, Котчура, Ламбісельга, Мійнала. В бою біля села Койвусельга було оточено та знищено фінський піхотний батальйон, багато полонених, захоплено 2 мінометні та артилерійська батареї і 1500 велосипедів. Однак прорив фінської оборони вздовж річки Тулемайокі не вдався, на це знадобилося 3 дні запеклих позиційних боїв.
5 липня в часі продовження радянського наступу було зайнято кілька населених пунктів, у тому числі районний центр Салмі. В бою під селом Палоярві було оточено фінський піхотний батальйон та велися бої з метою його знищення, при боях на річці Тулемайокі було вбито до 900 вояків противника та багато полонених.
6 липня керівництво 7-ї армії вводить до бойових дій 127-й легкий стрілецький корпус на злученні між 4-м та 37-м корпусами із метою розбити фінські сили біля села Уома на річці Уомасоя та спільно з 4-м корпусом прорвати оборону противника поблизу Піткяранти. В ході боїв того дня було зайнято Вохтозеро, Каміньнаволок, околиці озера Онга-Мукса, річки Кірккойокі.
7 липня наступ продовжувався, було звільнено від фінських сил ряд сіл, зокрема Колатсельга.
В ході просування з боями 8 липня від Петрозаводська радянські війська зайняли близько 30 населених пунктів, в тому числі Векшеліца, Курмойла, Кясняселькя, Сона.
9 липня в боях було зайнято близько 20 населених пунктів, у тому числі Савілатчі та Усікюля.
До 9-10 липня частини 4-го, 37-го, 99-го та 127-го стрілецьких корпусів широким фронтом виходять до сильно укріпленого фінського оборонного рубежа Піткяранта — Лоймола, де на попередньо ґрунтовно укріплених позиціях тримали оборону 1-ша, 5-та, 7-ма, 8-ма піхотні дивізії та 15-та піхотна бригада.
10 липня радянські війська штурмом займають місто Піткяранта — частини 114-ї та 272-ї стрілецьких дивізій, за підтримки 89-го окремого танкового полку і 338-го важкого самохідно-артилерійського полку — та села Ловаярві, Ууксу, Чалкосельга.
11 липня велися радянськими силами наступальні бої на схід та північний схід від Піткяранти, зайнято ряд сіл, з них — Леметті та залізничну станцію Суоярві.
12 липня точилися бої з фінськими військами біля Кондопоги, радянські війська зайняли понад 30 сіл, з них Єхкіля, Костамукса, Куйкканіємі, Леппяніємі, Поросозеро, Пяльвозеро, Халласелькя, ряд островів на північній частині Онезького озера, зокрема Лункулансарі та Мантсінсарі.
15-17 липня радянські частини намагаються продовжити наступ біля озера Нітьєярві, намагаючись прорвати фінську оборону, яку утримували два полки із складу 5-ї дивізії під керунком генерала Кустаа Тапола (Бій біля озера Нітьєярві). На інших ділянках частини 7-ї армії не змогли досягти якихось істотних успіхів, радянський наступ загальмувався.
Керівництво 7-ю армією перекидає 124-й легкострілецький корпус під Сувілахті із метою обійти з півночі лінію Піткяранта — Лоймола. До кінця дня 15 липня з боями просунулися вглиб фінської оборони на 15-20 кілометрів, одначе вирішального значення це не мало.
18 липня було висаджено десант на одному з ладозьких островів, розбито фінський гарнізон та потоплено 4 катери.
До початку серпня частини 7-ї армії неодноразово намагалися вчергове прорвати фінську оборону, але успіху не було досягнуто. 4 серпня війська армії отримують наказ Ставки ВГК перейти до оборони на зайнятих позиціях, 37-й корпус, 7-ма артилерійська дивізія прориву та інші частини виводяться в резерв Ставки.

## Наступ 32-ї армії протягом 1 липня— 9 серпня

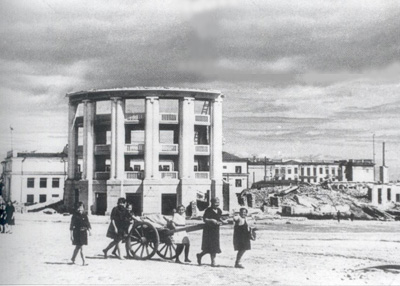
Петрозаводськ 1944 року

Частини 32-ї армії (176-та та 289-та стрілецькі дивізії) на правому фланзі Карельського фронту в липні проводили бої з метою переслідування відступаючої 21-ї фінської бригади та інших окремих частин у напрямі Поросозеро — Ліуснара — Іломантсі.
368-ма дивізія, передана до складу 32-ї армії із 7-ї, разом з 313-ю дивізією проводила наступальні бої в напрямі Суоярві- Корпіселькя.
Районний центр Суоярві зайнятий в ході наступальної операції 13 липня, також зайнято понад 20 сіл, серед них Ахвенселькя, Каратсалмі, Лахтіселькя, Найстеньярві, Ріуттавара, залізнична станція Папера. При бою за Суоярві було вбито близько 700 фінських солдатів та офіцерів, захоплено обоз із військовими матеріалами та 3 артбатареї, на ще одній ділянці фронту було вбито до батальйону фінської піхоти.
21 липня поновилися бої біля міста Суоярві, в ході яких радянськими силами зайнято понад 40 населених пунктів, в тому числі Гінденвара, Іоухіканселькя, Кудама-Губа, околиці озера Ягляярві. В бою біля озера Суоярві було вбито близько 500 фінських вояків, захоплено понад 300 гвинтівок, 80 автоматів та 30 кулеметів; на другій ділянці в бою було винищено близько 2 фінських рот.
22 липня продовжувався радянський наступ біля Суоярві та зайнято кілька населених пунктів, в тому переліку й Ліусвара та Лонгонвара — біля останнього було досягнуто державного кордону з Фінляндією. На північ від Суоярві в бою було оточено 2 батальйони фінської 21-ї піхотної бригади, убито близько 400 вояків супротивника, захоплено 37 автівок, 3 артбатареї та броньовик. На іншій ділянці в бою біля озера Вегарус-ярві було вбито близько 300 фінських вояків.
До кінця липня частини армії вийшли на рубіж Лонговара — північніше Лоймоли. В подальшому частини 176-ї та 289-ї дивізій перейшли через радянсько-фінський кордон та змогли заглибитися на 10-12 кілометрів в напрямі Вікініємі. До цього часу передові радянські частини були вимотані в боях, тили відстали, комунікації розтяглися. Фінське командування цим скористалося та віддає наказ про проведення контрнаступу в районі Вікініємі — Іломантсі. Фінські частини в цьому районі були посилені за рахунок резервів та злучені в оперативну групу «R» — 21-ша піхотна бригада, кавалерійська бригада та кілька окремих батальйонів під керунком генерала Ерккі Раапана. Кінцем липня фінське угрупування переходить у наступ, завдаючи ударів по малозахищених флангах, та оточує радянскі дивізії, що просунулися вперед (Бій при Іломантсі). Керівництво Карельського фронту в терміновому порядку перекидає до цього району 3-тю, 69-ту та 70-ту бригади морської піхоти, 29-ту танкову бригаду, котрі відразу після їх перекидання рушають в наступ задля відновлення комунікацій з оточеними підрозділами; запеклі бої тривали близько тижня. Із значними втратами частини 176-ї та 289-ї стрілецьких дивізій змогли вийти з оточення та відходять на позиції за 5-7 кілометрів від кордону.
Станом на 10 серпня фронтова лінія проходила по рубежу Кудама-Губа — Куолісма — Лоймола — Піткяранта. Після боїв під Іломантсі активні бойові дії в Карелії закінчилися, до кінця серпня ще виникали окремі сутички. 29 серпня Ставка наказує радянським військам перейти до оборони.

## Тактичне значення
У ході операції фінські сили зазнали значних втрат, було звільнено велику частину Карело-Фінської РСР, фінське керівництво почало більше розмірковувати над виходом з війни. Радянське просування було здійснено на фронті шириною 230 кілометрів та глибиною в 180—200 км, звільнено територію площею понад 47 000 кілометрів квадратних з 1250 населеними пунктами, 560 кілометрів залізниць та 42 залізничні станції, узбережжя річки Свір та Біломорсько-Балтійський канал. Проте фінське угрупування в південній Карелії не було розбите та зберегло військову потугу, в результаті фіни відступили на попередньо підготовані оборонні рубежі та спинили радянський наступ. Радянське ж керівництво причиною не вельми вдалого наступу побачило у «поміченості» фронтового апарату «бездіяльними та нездатними людьми», через що посад позбулося багато офіцерів штабу Карельського фронту, серед яких — начальник штабу фронту генерал-лейтенант Борис Пігаревич.
Власне, серйозних помилок було допущено радянським керівництвом ще в часі планування операції. Зокрема, Ставка в останній момент змінила початковий задум наступу Карельського фронту, і командиру та штабу фронту довелося переробляти план наступу «на коліні». Одним із наслідків цього стала відсутність координації з операцією Ленінградського фронту на Карельському перешийку.
Вночі на 5 вересня війська Карельського та Ленінградського фронтів отримують наказ Ставки припинити бойові дії проти фінських сил з огляду на те, що фінський уряд почав перемовини з СРСР про перемир'я. 19 вересня між Фінляндією та СРСР було офіційно укладено договір про перемир'я.

## Вшанування
Близько 24 000 радянських бійців за участь в операції були нагороджені бойовими орденами та медалями; 52 стали Героями Радянського Союзу, зокрема всі добровольці, котрі здійснювали несправжню переправу через Свір 21 червня.
Серед нагороджених — Герой Радянського Союзу Паньков Іван Кирилович та Тихонов Михайло Іванович.
За виконання бойових завдань Онезька флотилія наказом ВР СРСР нагороджена орденом Червоного Прапора.
Під Іломантсі діє музей бою просто неба, поруч знаходяться братські могили радянських вояків, які дбайливо доглядаються небайдужими фінами.
2005 року в Піткяранті на постамент встановлено пам'ятник воякам РСЧА — танк Т-26, знайдений пошуковою групою 1998 року на дні Ладозького озера.